# Elizabeth SC
El Elizabeth SC fue un equipo de fútbol de los Estados Unidos que todavía forma parte de la Cosmopolitan Soccer League.

## Historia
Fue fundado en el año 1924 en la localidad de Elizabeth, New Jersey por un grupo de inmigrantes alemanes apasionados por el fútbol e inmediatamente se unieron a la German American Soccer League, nombre anterior de la Cosmopolitan Soccer League, ganado su primera liga en 1938.
En 1940 se fusionaron con el Liberty SC, conservando el mismo nombre, década en la que crearon otras secciones como esgrima, atletismo, balonmano y boliche. Al finalizar la Segunda Guerra Mundial aumentó el número de miembros afiliados al club, lo que trajo como consecuencia un éxito deportivo, ganando su primera copa amateur en 1949 e iniciaron con secciones deportivas en femenil y fortalecimiento en las divisiones menores, mientras que su sección de balonmano ganó 2 títulos nacionales en los años 1960s.
Tuvieron un nuevo logro el 1970 al ganar la Copa Desafío Nacional, la cual volvieron a ganar en 1972, así como el título de la Copa de New Jersey en esa década. En la década de los años 1980s su filial sub-19 Union Lancers fue campeón de la categoría entre 1987 y 1989, año en el que el equip principal ganó la Copa de New Jersey por última vez.
En 1999 la Farcher's Grove, casa club del equipo fue vendida y el club se quedó sin sede donde jugar. Luego de buscar entre varias opciones, el club decidió suspender sus actividades deportivas, aunque se mantienen como un miembro inactivo de la Cosmopolitan Soccer League, a la cual asisten a sus reuniones con regularidad.

## Palmarés
- National Challenge Cup: 2

1970, 1972
- National Amateur Cup: 1

1949
- Cosmopolitan Soccer League: 7

1938, 1947, 1948, 1949, 1953, 1971, 1973
- New Jersey State Cup: 7

1950, 1952, 1955, 1967, 1968, 1970, 1989

## Participación en competiciones de la Concacaf
| Temporada | Torneo                           | Ronda   | Club      | Casa | Visita | Global |
| --------- | -------------------------------- | ------- | --------- | ---- | ------ | ------ |
| 1971      | Copa de Campeones de la Concacaf | Norte 1 | Cruz Azul | 0-0  | 0-2    | 0-2    |

## Jugadores destacados
| - Andy Tutulic - Norbert Vollmer - Mario González - Albert Burkhard - Billy O’Donnell - Manfred Schellscheidt - Baba Daniels - Frank O’Donnell | - Heinz Teska - Chardin Delices - Hector Yáñez - Garry Sacko - Erich Neudecker - Tim Feeny - Barry Matty | - Abe Wolanow - Walter Smotolocha - Sean Tracy - Mario Barca - George Chapla - Eric Fraser - Jerry Cerrigione - Mave Metchick |